# Julian Erosa
Julian Ricardo Dulican Erosa (Seattle, Washington, Estados Unidos, 31 de julio de 1989) es un artista marcial mixto estadounidense que compite en la división de peso pluma de Ultimate Fighting Championship.

## Primeros años
Hijo de Ricardo y Debbie Erosa, nació en Seattle, Washington, Estados Unidos, pero se trasladó a Yakima durante su infancia. Tiene un hermano menor, Ricky. Creciendo Julian era un ávido skater y snowboarder. Durante sus años de monopatín, se metía con frecuencia en peleas y finalmente se dedicó a las artes marciales mixtas al final de su adolescencia. Se graduó en el instituto Eisenhower y siguió los pasos de su madre estudiando contabilidad un par de años en la Universidad Central de Washington antes de abandonar los estudios.

## Carrera en las artes marciales mixtas

### Inicios
Después de ir 10-0 como amateur, comenzó su carrera profesional de artes marciales mixtas en 2010. Luchó principalmente en la región del Noroeste del Pacífico, sobre todo en la promoción CageSport. Después de acumular un récord de 7-0, se enfrentó a Ryan Mulvihill en una revancha por el vacante Campeonato de Peso Pluma de CageSport en CageSport 19 el 28 de abril de 2012. Ganó el título pero no pudo defenderlo en un combate contra Drew Brokenshire en CageSport 22 el 1 de diciembre de 2012.
Después de perder el título, fue 3-1 antes de recibir una oportunidad de título por el vacante Campeonato de Peso Ligero de CageSport (en una colaboración prevaleciente con Super Fight League). Se enfrentó a Harrison Bevens en la SFL America 2 el 13 de diciembre de 2014 y reclamó el título por nocaut. Posteriormente, se enfrentó a Drew Brokenshire en una revancha por el vacante Campeonato de Peso Pluma de CageSport en SFL America 3 el 21 de febrero de 2015. Vengó la derrota anterior y se convirtió en campeón simultáneo de dos divisiones por sumisión en el tercer asalto.

### The Ultimate Fighter
Fue entonces elegido para formar parte de The Ultimate Fighter: Team McGregor vs. Team Faber, en el que avanzó desde los combates preliminares al derrotar a Jason Soares por decisión unánime.
En la ronda de eliminación se enfrentó a Mehdi Baghdad. Ganó el combate por decisión mayoritaria, avanzando a los cuartos de final donde se enfrentó a Abner Lloveras. Pasó a las semifinales por decisión dividida.
En las semifinales, se enfrentó al que iba a ser subcampeón de la temporada, Artem Lobov. Quedó eliminado del torneo al perder por KO en el primer asalto.

### Ultimate Fighting Championship
Debutó en la UFC contra Marcin Wrzosek el 11 de diciembre de 2015 en The Ultimate Fighter: Team McGregor vs. Team Faber Finale. Ganó el combate por decisión dividida.
Se enfrentó a a Teruto Ishihara el 5 de marzo de 2016 en UFC 196. Perdió el combate por KO en el segundo asalto y posteriormente fue despedido de la promoción.

### Regreso a Cagesport y otras organizaciones
Después de su salida de la UFC, pasó a luchar en una variedad de organizaciones, incluyendo Prime Fighting, donde ganaría el título de peso pluma con una victoria TKO sobre Austin Springer, así como perder ante Paddy Pimblett en la lucha por el título de peso pluma de Cage Warriors, en una decisión unánime un tanto controvertida. Luego regresó a Cage Sports, donde recuperó el título de los pesos ligeros y lo defendió de nuevo contra Justin Harrington, antes de perderlo por TKO ante Bobby McIntyre. Tendría un período de un combate en GKO, ganando su único combate por TKO, antes de regresar a Cagesports y ganar de nuevo el título de peso ligero contra Bryan Nuro, en una decisión unánime. Lucharía en el programa Dana White's Tuesday Night Contender Series 11, y aunque ganó el combate contra Jamall Emmers por KO, no se le ofreció un contrato con la UFC.

### Regreso a UFC
Aunque no consiguió un contrato directo después de su combate en el DWCS, fue contratado para luchar contra su compañero Devonte Smith el 10 de noviembre de 2018 en UFC Fight Night: Korean Zombie vs. Rodríguez. Perdió el combate por KO en el primer asalto.
Se enfrentó a Grant Dawson el 9 de marzo de 2019 en UFC Fight Night: Lewis vs. dos Santos. Perdió el combate por decisión unánime y fue liberado brevemente de la promoción.
Se le ofreció un rápido regreso para enfrentarse a Julio Arce el 18 de mayo de 2019 en UFC Fight Night: Iaquinta vs. Cowboy, a pesar de haber sido liberado de la promoción tras la anterior derrota. Perdió el combate por KO en el tercer asalto y fue liberado de nuevo.
Después de la liberación, recogió una victoria en su CageSport nativo y fue traído de vuelta como un reemplazo tardío para enfrentar a Sean Woodson en UFC on ESPN: Poirier vs. Hooker. Ganó el combate por sumisión en el tercer asalto. Esta victoria le valió el premio a la Actuación de la Noche.
Se enfrentó a Nate Landwehr el 20 de febrero de 2021 en UFC Fight Night: Blaydes vs. Lewis. Ganó el combate por TKO en el primer asalto.
Se enfrentó a Seung Woo Choi el 19 de junio de 2021 en UFC on ESPN: The Korean Zombie vs. Ige. Perdió el combate por KO en el primer asalto.
Se enfrentó a Charles Jourdain el 4 de septiembre de 2021 en UFC Fight Night: Brunson vs. Till. Ganó el combate por sumisión en el tercer asalto.
Se enfrentó a Steven Peterson el 5 de febrero de 2022 en UFC Fight Night: Hermansson vs. Strickland. En el pesaje, Peterson pesó 149 libras, tres libras por encima del límite del combate de peso pluma sin título. El combate se desarrolló en el peso acordado y Peterson fue multado con el 30% de su bolsa, que fue a parar a Erosa. Ganó el combate por decisión dividida. 13 de las 18 puntuaciones de los medios de comunicación se lo dieron a Erosa. Este combate le valió el premio a la Pelea de la Noche y también la bonificación de Peterson debido a que no dio el peso.
Se enfrentó a Hakeem Dawodu el 10 de septiembre de 2022 en UFC 279. En el pesaje, Dawodu pesó 149.5 libras, 3.5 libras por encima del límite del combate de peso pluma no titular. Dawodu fue multado con el 30% de su bolsa, que fue a parar a Erosa. Ganó el combate por decisión unánime.
Se enfrentó a Alex Caceres el 17 de diciembre de 2022 en UFC Fight Night 216. Perdió el combate por TKO en el primer asalto.
Se enfrentó a Fernando Padilla el 29 de abril de 2023 en UFC on ESPN: Song vs. Simón. Perdió el combate por TKO en el primer asalto.
Se enfrentó a Ricardo Ramos el 23 de marzo de 2024 en UFC on ESPN 53. Ganó el combate por sumisión en el primer asalto.
Se enfrentó a Christian Rodríguez el 13 de julio de 2024 en UFC on ESPN: Namajunas vs. Cortez. Ganó el combate por sumisión en el primer asalto.

## Vida personal
Está casado con Alaina Evans desde mediados de 2016. No es religioso. Su hijo nació el 15 de marzo de 2024.

## Campeonatos y logros

### Artes marciales mixtas
- Ultimate Fighting Championship
  - Actuación de la Noche (una vez) vs. Sean Woodson[31]
  - Pelea de la Noche (una vez) vs. Steven Peterson[42]
- CageSport
  - Campeonato de Peso Pluma de CageSport (dos veces)[10]
  - Campeón de Peso Ligero de CageSport (tres veces)[19][21]
    - Una defensa del título
- Prime Fighting
  - Campeonato de Peso Pluma de Prime Fighting (una vez)
- MMA Junkie
  - Sumisión del mes de septiembre de 2021 vs. Charles Jourdain[55]

## Récord en artes marciales mixtas
| Resultado | Récord | Oponente            | Método                                     | Evento                                                    | Fecha                    | Ronda | Tiempo | Localización           | Notas                                                                                  |
| --------- | ------ | ------------------- | ------------------------------------------ | --------------------------------------------------------- | ------------------------ | ----- | ------ | ---------------------- | -------------------------------------------------------------------------------------- |
| Victoria  | 31-12  | Darren Elkins       | TKO                                        | UFC 314: Volkanovski vs. Lopes                            | 12 de abril de 2025      | 1     | 4:15   | Miami, Florida         |                                                                                        |
| Victoria  | 30-11  | Christian Rodríguez | Sumisión (estrangulamiento por guillotina) | UFC on ESPN: Namajunas vs. Cortez                         | 13 de julio de 2024      | 1     | 4:49   | Denver, Colorado       |                                                                                        |
| Victoria  | 29-11  | Ricardo Ramos       | Sumisión (estrangulamiento por guillotina) | UFC on ESPN: Ribas vs. Namajunas                          | 23 de marzo de 2024      | 1     | 2:15   | Las Vegas, Nevada      |                                                                                        |
| Derrota   | 28-11  | Fernando Padilla    | TKO (puñetazos)                            | UFC on ESPN: Song vs. Simón                               | 29 de abril de 2023      | 1     | 1:41   | Las Vegas, Nevada      |                                                                                        |
| Derrota   | 28-10  | Alex Caceres        | TKO (patada en la cabeza y puñetazos)      | UFC Fight Night: Cannonier vs. Strickland                 | 17 de diciembre de 2022  | 1     | 3:04   | Las Vegas, Nevada      |                                                                                        |
| Victoria  | 28-9   | Hakeem Dawodu       | Decisión (unánime)                         | UFC 279                                                   | 10 de septiembre de 2022 | 3     | 5:00   | Las Vegas, Nevada      | Combate de peso acordado (149.5 libras); Dawodu no alcanzó el peso.                    |
| Victoria  | 27-9   | Steven Peterson     | Decisión (dividida)                        | UFC Fight Night: Hermansson vs. Strickland                | 5 de febrero de 2022     | 3     | 5:00   | Las Vegas, Nevada      | Combate de peso acordado (149 libras); Peterson no alcanzó el peso. Pelea de la Noche. |
| Victoria  | 26-9   | Charles Jourdain    | Sumisión (estrangulamiento D'Arce)         | UFC Fight Night: Brunson vs. Till                         | 4 de septiembre de 2021  | 3     | 5:00   | Las Vegas, Nevada      | Combate de peso acordado (150 libras).                                                 |
| Derrota   | 25-9   | Seung Woo Choi      | TKO (puñetazos)                            | UFC on ESPN: The Korean Zombie vs. Ige                    | 19 de julio de 2021      | 1     | 1:37   | Las Vegas, Nevada      |                                                                                        |
| Victoria  | 25-8   | Nate Landwehr       | TKO (rodillazo volador)                    | UFC Fight Night: Blaydes vs. Lewis                        | 20 de febrero de 2021    | 1     | 0:56   | Las Vegas, Nevada      |                                                                                        |
| Victoria  | 24-8   | Sean Woodson        | Sumisión (estrangulamiento D'Arce)         | UFC on ESPN: Poirier vs. Hooker                           | 27 de junio de 2020      | 3     | 2:44   | Las Vegas, Nevada      | Combate de peso acordado (150 libras). Actuación de la Noche.                          |
| Victoria  | 23-8   | AJ Bryant           | Sumisión (estrangulamiento de bulldog)     | CageSport 60                                              | 22 de febrero de 2020    | 1     | 4:43   | Tacoma, Washington     |                                                                                        |
| Derrota   | 22-8   | Julio Arce          | KO (patada en la cabeza)                   | UFC Fight Night: dos Anjos vs. Lee                        | 18 de mayo de 2019       | 3     | 1:49   | Rochester, Nueva York  |                                                                                        |
| Derrota   | 22-7   | Grant Dawson        | Decisión (unánime)                         | UFC Fight Night: Lewis vs. dos Santos                     | 9 de marzo de 2019       | 3     | 5:00   | Wichita, Kansas        | Regreso al peso pluma.                                                                 |
| Derrota   | 22-6   | Devonte Smith       | KO (puñetazos)                             | UFC Fight Night: Korean Zombie vs. Rodríguez              | 10 de noviembre de 2018  | 1     | 0:46   | Denver, Colorado       |                                                                                        |
| Victoria  | 22-5   | Jamall Emmers       | KO (patada en la cabeza y puñetazos)       | Dana White's Tuesday Night Contender Series 11            | 26 de junio de 2018      | 2     | 1:10   | Las Vegas, Nevada      | Combate de peso pluma.                                                                 |
| Victoria  | 21-5   | Bryan Nuro          | Decisión (unánime)                         | CageSport 48                                              | 16 de diciembre de 2017  | 5     | 5:00   | Tacoma, Washington     | Ganó el Campeonato de Peso Ligero de CageSport.                                        |
| Victoria  | 20-5   | Erick Sánchez       | TKO (puñetazos)                            | Global Knockout 11                                        | 4 de noviembre de 2017   | 3     | 4:32   | Jackson, California    | Combate de peso pluma.                                                                 |
| Derrota   | 19-5   | Bobby McIntyre      | TKO (puñetazos)                            | CageSport 46                                              | 15 de julio de 2017      | 1     | 3:58   | Tacoma, Washington     | Perdió el Campeonato de Peso Ligero de CageSport.                                      |
| Victoria  | 19-4   | Justin Harrington   | KO (rodillazos y puñetazos)                | CageSport 45                                              | 22 de abril de 2017      | 1     | 4:09   | Tacoma, Washington     | Defendió el Campeonato de Peso Ligero de CageSport.                                    |
| Victoria  | 18-4   | Justin Harrington   | Sumisión (estrangulamiento por triángulo)  | CageSport 44                                              | 25 de febrero de 2017    | 1     | 2:23   | Tacoma, Washington     | Ganó el Campeonato de Peso Ligero de CageSport.                                        |
| Derrota   | 17-4   | Paddy Pimblett      | Decisión (unánime)                         | Cage Warriors: Unplugged                                  | 12 de noviembre de 2016  | 5     | 5:00   | Londres                | Por el Campeonato de Peso Pluma de Cage Warriors.                                      |
| Victoria  | 17-3   | Austin Springer     | TKO (puñetazos)                            | Prime Fighting 8: Springer vs. Erosa                      | 8 de octubre de 2016     | 2     | 3:15   | Ridgefield, Washington | Ganó el Campeonato de Peso Pluma de Prime Fighting.                                    |
| Victoria  | 16-3   | Daniel Swain        | TKO (parada médica)                        | KOTC: Battle Zone                                         | 19 de mayo de 2016       | 2     | 5:00   | Worley, Idaho          | Combate de peso acordado (150 libras).                                                 |
| Derrota   | 15-3   | Teruto Ishihara     | KO (puñetazos)                             | UFC 196                                                   | 5 de marzo de 2016       | 2     | 0:34   | Las Vegas, Nevada      |                                                                                        |
| Victoria  | 15-2   | Marcin Wrzosek      | Decisión (dividida)                        | The Ultimate Fighter: Team McGregor vs. Team Faber Finale | 11 de diciembre de 2015  | 3     | 5:00   | Las Vegas, Nevada      | Combate de peso ligero.                                                                |
| Victoria  | 14-2   | Drew Brokenshire    | Sumisión (estrangulamiento brabo)          | SFL 37                                                    | 21 de febrero de 2015    | 3     | 4:35   | Tacoma, Washington     | Ganó el vacante Campeonato de Peso Pluma de CageSport (SFL USA).                       |
| Victoria  | 13-2   | Harrison Bevens     | KO (rodillazo)                             | SFL 36                                                    | 13 de diciembre de 2014  | 2     | 2:10   | Tacoma, Washington     | Ganó el vacante Campeonato de Peso Ligero de CageSport (SFL USA).                      |
| Victoria  | 12-2   | Ryan Mulvihill      | Sumisión (estrangulamiento por triángulo)  | KOTC: Seek and Destroy                                    | 22 de mayo de 2014       | 2     | 4:19   | Worley, Idaho          | Regreso al peso ligero.                                                                |
| Victoria  | 11-2   | Mike Joy            | TKO (puñetazos)                            | CageSport 29                                              | 8 de febrero de 2014     | 2     | 2:28   | Tacoma, Washington     | Combate de peso acordado (150 libras).                                                 |
| Derrota   | 10-2   | Lee Morrison        | Decisión (unánime)                         | CageSport 25                                              | 6 de julio de 2013       | 3     | 5:00   | Tacoma, Washington     |                                                                                        |
| Victoria  | 10-1   | Jason Gybels        | Sumisión (estrangulamiento por triángulo)  | CageSport 24                                              | 27 de abril de 2013      | 2     | 3:49   | Tacoma, Washington     | Combate de peso acordado (150 libras).                                                 |
| Derrota   | 9-1    | Drew Brokenshire    | Decisión (unánime)                         | CageSport 22                                              | 1 de diciembre de 2012   | 5     | 5:00   | Fife, Washington       | Perdió el Campeonato de Peso Pluma de CageSport.                                       |
| Victoria  | 9-0    | Jason Gybels        | KO (puñetazo)                              | CageSport 21                                              | 29 de septiembre de 2012 | 1     | 4:36   | Fife, Washington       | Combate de peso ligero.                                                                |
| Victoria  | 8-0    | Ryan Mulvihill      | Sumisión (barra de brazo)                  | CageSport 19                                              | 28 de abril de 2012      | 4     | 1:48   | Tacoma, Washington     | Debut en el peso pluma. Ganó el Campeonato de Peso Pluma de CageSport.                 |
| Victoria  | 7-0    | Jerome Jones        | Sumisión (barra de brazo)                  | CageSport 18                                              | 25 de febrero de 2012    | 2     | 4:30   | Tacoma, Washington     |                                                                                        |
| Victoria  | 6-0    | Matt Coble          | Sumisión (estrangulamiento por detrás)     | CageSport 17                                              | 3 de diciembre de 2011   | 3     | 3:31   | Tacoma, Washington     | Combate de peso ligero.                                                                |
| Victoria  | 5-0    | Ernesto Toscano     | Decisión (unánime)                         | CageSport 16                                              | 1 de octubre de 2011     | 3     | 5:00   | Tacoma, Washington     |                                                                                        |
| Victoria  | 4-0    | John Martinez       | TKO (puñetazos)                            | Lords of the Cage                                         | 10 de junio de 2011      | 3     | 3:24   | Yakima, Washington     |                                                                                        |
| Victoria  | 3-0    | Ryan Mulvihill      | Sumisión (estrangulamiento brabo)          | CageSport 14                                              | 23 de abril de 2011      | 2     | 1:23   | Tacoma, Washington     |                                                                                        |
| Victoria  | 2-0    | Omar Avelar         | Sumisión (barra de brazo)                  | CageSport 13                                              | 19 de febrero de 2011    | 2     | 2:32   | Tacoma, Washington     |                                                                                        |
| Victoria  | 1-0    | Angel Diaz          | KO (puñetazos)                             | CageSport 12                                              | 2 de octubre de 2010     | 1     | 2:16   | Tacoma, Washington     |                                                                                        |